# Chibchea mateo
Chibchea mateo là một loài nhện trong họ Pholcidae. Loài này được phát hiện ở Peru.